# Rogert
Rogert är en tecknad serie av Thomas Olsson. Den har publicerats i bland annat Rocky Magasin, Pondus, Stockholm City och Galago. Det första albumet med Rogert kom ut 2007.

## Album
- 2007 - Rogert, världens bästa pojkvän
- 2010 - Rogert, dubbelmoralens väktare